# Festival international du film du Kerala
Le Festival international du film du Kerala (ou IFFK pour International Film Festival of Kerala) est un festival de cinéma se déroulant à Thiruvananthapuram dans le Kerala (en Inde). Créé en 1996, il se déroule généralement au mois de novembre.

## Éditions

### 2008
Tenu du 12 au 19 décembre 2008, parmi les films récompensés : 
- Cartes postales de Leningrad

### 2014
Lors de la 19e édition du festival en décembre 2014, sept films français sont projetés :
- La Bataille de Solférino
- Les Beaux Jours
- Mes Séances de lutte
- Le Temps de l'aventure
- Grand Central[3]